# Campionatul Mondial de Volei Feminin
Campionatul Mondial de volei feminin este o competiție organizată de Federația Internațională de Volei a cărei primă ediție a avut loc în anul 1952. Competiția se desfășoară odată la fiecare patru ani, între Jocurile Olimpice de vară, de la introducerea voleiului ca sport olimpic în 1964, și reunește cele mai bune 24 de echipe din lume. Fiecare continent are cel puțin o reprezentantă.
Până în 1974, competițiile masculine și feminine au avut loc în aceeași țară.
Formatul actual al competiției implică o fază de calificare, care are loc într-o perioadă de trei ani, pentru a determina ce echipe se califică pentru faza finală, care este adesea numită Turneul Final al Campionatului Mondial. Națiunile gazdă ale turneului se califică automat, iar turneul în sine se întinde pe o perioadă de aproximativ o lună, începând în luna septembrie și încheindu-se în octombrie.

## Ediții
| Ediție | Ediție                | Podium                     | Podium                     | Podium                     |
| An     | Țara organizatoare    | Campioană                  | Locul 2                    | Locul 3                    |
| ------ | --------------------- | -------------------------- | -------------------------- | -------------------------- |
| 1952   | Uniunea Sovietică     | Uniunea Sovietică          | Polonia                    | Cehoslovacia               |
| 1956   | Franța                | Uniunea Sovietică          | România                    | Polonia                    |
| 1960   | Brazilia              | Uniunea Sovietică          | Japonia                    | Cehoslovacia               |
| 1962   | Uniunea Sovietică     | Japonia                    | Uniunea Sovietică          | Polonia                    |
| 1967   | Japonia               | Japonia                    | Statele Unite ale Americii | Coreea de Sud              |
| 1970   | Bulgaria              | Uniunea Sovietică          | Japonia                    | Coreea de Nord             |
| 1974   | Mexic                 | Japonia                    | Uniunea Sovietică          | Coreea de Sud              |
| 1978   | Uniunea Sovietică     | Cuba                       | Japonia                    | Uniunea Sovietică          |
| 1982   | Peru                  | China                      | Peru                       | Statele Unite ale Americii |
| 1986   | Cehoslovacia          | China                      | Cuba                       | Peru                       |
| 1990   | China                 | Uniunea Sovietică          | China                      | Statele Unite ale Americii |
| 1994   | Brazilia              | Cuba                       | Brazilia                   | Rusia                      |
| 1998   | Japonia               | Cuba                       | China                      | Rusia                      |
| 2002   | Germania              | Italia                     | Statele Unite ale Americii | Rusia                      |
| 2006   | Japonia               | Rusia                      | Brazilia                   | Serbia și Muntenegru       |
| 2010   | Japonia               | Rusia                      | Brazilia                   | Japonia                    |
| 2014   | Italia                | Statele Unite ale Americii | China                      | Brazilia                   |
| 2018   | Japonia               | Serbia                     | Italia                     | China                      |
| 2022   | Țările de Jos Polonia | Serbia                     | Brazilia                   | Italia                     |